# Colombia en el Clásico Mundial de Béisbol 2017
La Selección de béisbol de Colombia fue uno de los 16 equipos participantes del Clásico Mundial de Béisbol 2017, que se realizó en Japón, México, Corea del Sur y como sede final Estados Unidos.
Luego de superar la serie de clasificación en la cual formó parte del Grupo 3 junto a las selecciones de España, Francia y Panamá; Colombia accedió por primera vez a un Clásico Mundial de Béisbol.
Todos los partidos de Colombia el Grupo C, juntó a Estados Unidos, República Dominicana y Canadá tuvieron lugar en el estadio Marlins Park de Miami, Estados Unidos.

## Clasificación
Los preliminares para el Grupo 3 con sede en el Estadio Nacional Rod Carew de la Ciudad de Panamá fueron definidos de la siguiente manera: España vs. Colombia y Francia vs. Panamá.

### Preliminares
| Equipo   | 1 | 2 | 3 | 4 | 5 | 6 | 7 | 8 | 9 | C | H | E |
| -------- | - | - | - | - | - | - | - | - | - | - | - | - |
| Colombia | 1 | 0 | 1 | 0 | 3 | 0 | 0 | 4 | 0 | 9 | 9 | 2 |
| España   | 0 | 0 | 0 | 0 | 0 | 2 | 0 | 0 | 0 | 2 | 7 | 3 |

LG: William Cuevas (1-0)  LP: Sergio Pérez (0-1)  

- Box score Archivado el 21 de octubre de 2016 en Wayback Machine.
- Asistencia: 2145 espectadores.
- Tiempo: 3 h 42 m

Nota: Panamá venció a Francia 9-2 clasificando junto a Colombia a la semifinal 1 , mientras que Francia y España disputaron un juego para definir un cupo para la semifinal 2 enfrentando al perdedor de la semifinal 1.

### Semifinales
| Equipo   | 1 | 2 | 3 | 4 | 5 | 6 | 7 | 8 | 9 | C | H  | E |
| -------- | - | - | - | - | - | - | - | - | - | - | -- | - |
| Colombia | 0 | 0 | 4 | 0 | 0 | 0 | 2 | 0 | 0 | 6 | 12 | 2 |
| Panamá   | 0 | 0 | 1 | 0 | 0 | 0 | 1 | 0 | 1 | 3 | 3  | 0 |

LG: Karl Triana (1-0)  LP: Davis Romero (0-1)  
HRs:  COL – Reynaldo Rodríguez (1)  PAN – Javier Guerra (2)
- Box score Archivado el 21 de octubre de 2016 en Wayback Machine.
- Asistencia: 12 599 espectadores.
- Tiempo: 3 h 11 m

Nota: Colombia clasificó a la final mientras Panamá debió enfrentarse ante Francia en un juego por el otro cupo en la final.

### Final
| Equipo   | 1 | 2 | 3 | 4 | 5 | 6 | 7 | 8 | 9 | C | H | E |
| -------- | - | - | - | - | - | - | - | - | - | - | - | - |
| Panamá   | 0 | 0 | 0 | 1 | 0 | 0 | 0 | 0 | 0 | 1 | 5 | 0 |
| Colombia | 0 | 0 | 0 | 0 | 0 | 1 | 0 | 1 | 0 | 2 | 7 | 0 |

LG: Carlos Díaz (1-0)  LP: Manny Corpas (1-0)  SV: Horacio Acosta (1)  
HRs:  COL – Dilson Herrera (1)
- Box score Archivado el 21 de octubre de 2016 en Wayback Machine.
- Asistencia: 6204 espectadores.
- Tiempo: 3 h 07 m

Nota: Colombia clasifica al Clásico Mundial de Béisbol 2017

### Estadísticas de bateo en Clasificación
A continuación los jugadores que tuvieron al menos un turno al bate.
| Jugador            | JJ | VB  | CA | Hits | 1B | 2B | 3B | HR | CE | SO | BR | SLG  | AVG  |
| ------------------ | -- | --- | -- | ---- | -- | -- | -- | -- | -- | -- | -- | ---- | ---- |
| Jesús Valdez       | 3  | 11  | 3  | 5    | 5  | 0  | 0  | 0  | 1  | 1  | 0  | .455 | .455 |
| Reynaldo Rodríguez | 3  | 12  | 5  | 5    | 5  | 0  | 1  | 1  | 3  | 1  | 1  | .833 | .417 |
| Dilson Herrera     | 3  | 11  | 3  | 4    | 4  | 0  | 0  | 1  | 3  | 3  | 0  | .636 | .364 |
| Mauricio Ramos     | 3  | 13  | 1  | 4    | 2  | 2  | 0  | 0  | 4  | 2  | 0  | .462 | .308 |
| Adrian Sanchez     | 3  | 12  | 0  | 3    | 2  | 1  | 0  | 0  | 2  | 2  | 1  | .333 | .250 |
| Carlos Vidal       | 3  | 8   | 2  | 2    | 1  | 1  | 0  | 0  | 1  | 2  | 0  | .375 | .250 |
| Luis Martínez      | 3  | 9   | 0  | 2    | 2  | 0  | 0  | 0  | 0  | 0  | 0  | .222 | .222 |
| Harold Ramírez     | 3  | 15  | 3  | 2    | 2  | 0  | 0  | 0  | 0  | 4  | 1  | .133 | .133 |
| Steve Brown        | 3  | 12  | 0  | 1    | 1  | 0  | 0  | 0  | 1  | 6  | 0  | .083 | .083 |
| Oscar Mercado      | 2  | 1   | 1  | 0    | 0  | 0  | 0  | 0  | 0  | 0  | 0  | .000 | .000 |
| Total equipo       | 3  | 104 | 18 | 28   | 23 | 4  | 1  | 2  | 15 | 21 | 3  | .413 | .269 |

### Estadísticas de pitcheo en Clasificación
A continuación los jugadores que tuvieron al menos una entrada lanzando.
| Jugador        | V | D | ERA   | G | JI | SV | IP   | Hits | C | CL | HR | BB | SO |
| -------------- | - | - | ----- | - | -- | -- | ---- | ---- | - | -- | -- | -- | -- |
| W. Cuevas      | 1 | 0 | 0,00  | 1 | 1  | 0  | 4,0  | 1    | 0 | 0  | 0  | 1  | 1  |
| G. Nappo       | 0 | 0 | 0,00  | 2 | 0  | 0  | 2,0  | 1    | 0 | 0  | 0  | 2  | 1  |
| Yesid Salazar  | 0 | 0 | 0,00  | 2 | 0  | 0  | 2,2  | 0    | 0 | 0  | 0  | 0  | 0  |
| Karl L. Triana | 1 | 0 | 0,00  | 1 | 1  | 0  | 6,0  | 0    | 1 | 0  | 0  | 1  | 8  |
| Angel Vilchez  | 0 | 0 | 0,00  | 2 | 0  | 0  | 2,1  | 3    | 0 | 0  | 0  | 0  | 0  |
| N. Crismatt    | 0 | 0 | 2,70  | 1 | 1  | 0  | 3,1  | 3    | 1 | 1  | 0  | 2  | 4  |
| C. Diaz        | 1 | 0 | 3,00  | 2 | 0  | 0  | 3,0  | 2    | 1 | 1  | 1  | 0  | 2  |
| H. Acosta      | 0 | 0 | 3,38  | 3 | 0  | 1  | 2,2  | 3    | 1 | 1  | 0  | 1  | 2  |
| K. Batista     | 0 | 0 | 18,00 | 1 | 0  | 0  | 1,0  | 2    | 2 | 2  | 0  | 2  | 0  |
| Total equipo   | 3 | 0 | -     | 3 | -  | 1  | 25,6 | 15   | 6 | 5  | 1  | 9  | 18 |

## Roster
En el roster se muestran los jugadores y el cuerpo técnico convocado al Clásico Mundial de Béisbol 2017 y la edad cumplida al momento del torneo y número con el cual fueron registrados.
| Colombia Clásico Mundial de Béisbol 2017 |                                                          |                       |         |
| C U E R P O T É C N I C O                |                                                          |                       |         |
| Mánager                                  | Bandera de Colombia                                      | Luis Felipe Urueta    |         |
| Couch de Banca                           | Bandera de Colombia                                      | Jolbert Cabrera       |         |
| Couch de Tercera Base                    | Bandera de Colombia                                      | Édgar Rentería        |         |
| Couch de Pitcheo                         | Bandera de Colombia                                      | Walter Miranda        |         |
| Asistente Manager                        | Bandera de Colombia                                      | Luis Sierra           |         |
| Couch de Primera Base                    | Bandera de Colombia                                      | Jair Fernández        |         |
| Couch de Tercera Base                    | Bandera de Colombia                                      | Neder Horta           |         |
| Cátcher de Prácticas                     | Bandera de Colombia                                      | Manuel Boscan         |         |
| J U G A D O R E S                        |                                                          |                       |         |
| L A N Z A D O R E S                      |                                                          |                       |         |
| Batea: D / Tira: D                       | Bandera de Colombia                                      | #30 Horacio Acosta    | 26 años |
| Batea: D / Tira: D                       | Bandera de Colombia · Bandera de Venezuela               | #52 Kendy Batista     | 35 años |
| Batea: D / Tira: D                       | Bandera de Colombia                                      | #27 Randy Consuegra   | 27 años |
| Batea: D / Tira: D                       | Bandera de Colombia                                      | #34 Nabil Crismatt    | 22 años |
| Batea: D / Tira: D                       | Bandera de Colombia · Bandera de Venezuela               | #63 William Cuevas    | 26 años |
| Batea: D / Tira: D                       | Bandera de Colombia                                      | #50 Dayán Díaz        | 27 años |
| Batea: D / Tira: D                       | Bandera de Colombia                                      | #64 Luis Escobar      | 20 años |
| Batea: D / Tira: D                       | Bandera de Colombia                                      | #25 Ernesto Frieri    | 31 años |
| Batea: D / Tira: D                       | Bandera de Colombia                                      | #55 Tayron Guerrero   | 26 años |
| Batea: D / Tira: D                       | Bandera de Colombia                                      | #54 Sugar Ray Marimón | 28 años |
| Batea: D / Tira: D                       | Bandera de Colombia                                      | #65 Erling Moreno     | 20 años |
| Batea: D / Tira: D                       | Bandera de Colombia · Bandera de Venezuela               | #70 Guillermo Moscoso | 33 años |
| Batea: Z / Tira: Z                       | Bandera de Colombia · Bandera de Estados Unidos          | #14 Greg Nappo        | 28 años |
| Batea: D / Tira: D                       | Bandera de Colombia                                      | #43 Javier Ortiz      | 37 años |
| Batea: D / Tira: D                       | Bandera de Colombia · Bandera de Venezuela               | #45 Yohan Pino        | 33 años |
| Batea: Z / Tira: Z                       | Bandera de Colombia                                      | #62 José Quintana     | 28 años |
| Batea: Z / Tira: Z                       | Bandera de Colombia                                      | #28 Reiver Sanmartín  | 20 años |
| Batea: D / Tira: D                       | Bandera de Colombia                                      | #49 Julio Teherán     | 26 años |
| Batea: D / Tira: D                       | Bandera de Colombia                                      | #32 Karl Triana       | 24 años |
| Batea: D / Tira: D                       | Bandera de Colombia                                      | #60 Ángel Vilchez     | 26 años |
| Batea: D / Tira: D                       | Bandera de Colombia                                      | #41 Ezequiel Zabaleta | 21 años |
| Batea: D / Tira: D                       | Bandera de Colombia                                      | #75 Neil Wagner       | 33 años |
| R E C E P T O R E S                      |                                                          |                       |         |
| Batea: D / Tira: D                       | Bandera de Colombia                                      | #38 Jorge Alfaro      | 23 años |
| Batea: D / Tira: D                       | Bandera de Colombia                                      | #21 Jhonatan Solano   | 31 años |
| Batea: D / Tira D                        | Bandera de Colombia                                      | #4 Meibrys Viloria    | 20 años |
| J U G A D O R E S D E C U A D R O        |                                                          |                       |         |
| Batea: D / Tira D                        | Bandera de Colombia                                      | Dilson Herrera        | 23 años |
| Batea: S / Tira D                        | Bandera de Colombia · Bandera de Venezuela               | #3 Charlie Mirabal    | 29 años |
| Batea: D / Tira D                        | Bandera de Colombia                                      | #22 Mauricio Ramos    | 25 años |
| Batea: D / Tira D                        | Bandera de Colombia                                      | #6 Reynaldo Rodríguez | 30 años |
| Batea: D / Tira D                        | Bandera de Colombia · Bandera de Venezuela               | #13 Adrián Sánchez    | 26 años |
| Batea: D / Tira D                        | Bandera de Colombia                                      | #17 Donovan Solano    | 29 años |
| Batea: D / Tira D                        | Bandera de Colombia                                      | #39 Giovanny Urshela  | 25 años |
| J A R D I N E R O S                      |                                                          |                       |         |
| Batea: D / Tira D                        | Bandera de Colombia · Bandera de Venezuela               | #18 Efraín Contreras  | 30 años |
| Batea: D / Tira D                        | Bandera de Colombia                                      | #12 Oscar Mercado     | 22 años |
| Batea: D / Tira D                        | Bandera de Colombia                                      | #9 Tito Polo          | 22 años |
| Batea: D / Tira D                        | Bandera de Colombia · Bandera de la República Dominicana | #26 Jesús Valdez      | 32 años |

## Participación

### Primera ronda
- Grupo C

| Leyenda                                                                  |
| ------------------------------------------------------------------------ |
| Avanza a la segunda ronda y califican al Clásico Mundial de Béisbol 2021 |
| Eliminado pero califican al Clásico Mundial de Béisbol 2021              |
| Eliminado                                                                |

| Grupo C              | G | P | PCT   | Desempate |
| -------------------- | - | - | ----- | --------- |
| República Dominicana | 3 | 0 | 1.000 |           |
| Estados Unidos       | 2 | 1 | .667  |           |
| Colombia             | 1 | 2 | .333  |           |
| Canadá               | 0 | 3 | .000  |           |

| 10 de marzo de 2017, 18:00 (UTC-5) | Colombia | 2 – 3                   | Estados Unidos | Marlins Park, Miami, Estados Unidos |                                 |   |   |   |   |    |   |   |   |
| |          | ( 10 entradas ) Reporte |                | Asistencia: 22 580 espectadores     | Asistencia: 22 580 espectadores |   |   |   |   |    |   |   |   |
| Detalle \| Equipo \| 1 \| 2 \| 3 \| 4 \| 5 \| 6 \| 7 \| 8 \| 9 \| 10 \| C \| H \| E \| \| -------------- \| - \| - \| - \| - \| - \| - \| - \| - \| - \| -- \| - \| - \| - \| \| Colombia \| 0 \| 0 \| 0 \| 0 \| 2 \| 0 \| 0 \| 0 \| 0 \| 0 \| 2 \| 5 \| 0 \| \| Estados Unidos \| 0 \| 4 \| 0 \| 0 \| 0 \| 2 \| 0 \| 0 \| 0 \| 1 \| 3 \| 6 \| 0 \| LG: Tyler Clippard (1-0); LP: Guillermo Moscoso (0-1); Duración: 3 h 25 m. |          |                         |                |                                     |                                 |   |   |   |   |    |   |   |   |
| Equipo | 1        | 2                       | 3              | 4                                   | 5                               | 6 | 7 | 8 | 9 | 10 | C | H | E |
| Colombia | 0        | 0                       | 0              | 0                                   | 2                               | 0 | 0 | 0 | 0 | 0  | 2 | 5 | 0 |
| Estados Unidos | 0        | 4                       | 0              | 0                                   | 0                               | 2 | 0 | 0 | 0 | 1  | 3 | 6 | 0 |

| 11 de marzo de 2017, 12:00 (UTC-5) | Colombia | 4 – 1   | Canadá | Marlins Park, Miami, Estados Unidos |   |   |   |   |   |   |    |   |
| |          | Reporte |        |                                     |   |   |   |   |   |   |    |   |
| Detalle \| Equipo \| 1 \| 2 \| 3 \| 4 \| 5 \| 6 \| 7 \| 8 \| 9 \| C \| H \| E \| \| -------- \| - \| - \| - \| - \| - \| - \| - \| - \| - \| - \| -- \| - \| \| Colombia \| 0 \| 0 \| 1 \| 0 \| 1 \| 1 \| 0 \| 0 \| 1 \| 4 \| 11 \| 0 \| \| Canadá \| 1 \| 0 \| 0 \| 0 \| 0 \| 0 \| 0 \| 0 \| 0 \| 1 \| 5 \| 1 \| LG: Julio Teherán (1-0); LP: Ryan Kellogg (0-1); SV: Dayán Díaz (1); Duración: 2 h 54 m. |          |         |        |                                     |   |   |   |   |   |   |    |   |
| Equipo | 1        | 2       | 3      | 4                                   | 5 | 6 | 7 | 8 | 9 | C | H  | E |
| Colombia | 0        | 0       | 1      | 0                                   | 1 | 1 | 0 | 0 | 1 | 4 | 11 | 0 |
| Canadá | 1        | 0       | 0      | 0                                   | 0 | 0 | 0 | 0 | 0 | 1 | 5  | 1 |

| 12 de marzo de 2017, 12:30 (UTC-4) | República Dominicana | 10 – 3  | Colombia | Marlins Park, Miami, Estados Unidos |   |   |   |   |   |    |    |    |   |
| |                      | Reporte |          |                                     |   |   |   |   |   |    |    |    |   |
| Detalle \| Equipo \| 1 \| 2 \| 3 \| 4 \| 5 \| 6 \| 7 \| 8 \| 9 \| 11 \| C \| H \| E \| \| -------------------- \| - \| - \| - \| - \| - \| - \| - \| - \| - \| -- \| -- \| -- \| - \| \| República Dominicana \| 1 \| 0 \| 2 \| 1 \| 0 \| 2 \| 0 \| 0 \| 0 \| 7 \| 10 \| 14 \| 2 \| \| Colombia \| 1 \| 0 \| 0 \| 0 \| 0 \| 1 \| 0 \| 1 \| 0 \| 0 \| 3 \| 6 \| 2 \| |                      |         |          |                                     |   |   |   |   |   |    |    |    |   |
| Equipo | 1                    | 2       | 3        | 4                                   | 5 | 6 | 7 | 8 | 9 | 11 | C  | H  | E |
| República Dominicana | 1                    | 0       | 2        | 1                                   | 0 | 2 | 0 | 0 | 0 | 7  | 10 | 14 | 2 |
| Colombia | 1                    | 0       | 0        | 0                                   | 0 | 1 | 0 | 1 | 0 | 0  | 3  | 6  | 2 |

### Estadísticas de bateo en el Clásico
A continuación los jugadores que tuvieron al menos un turno al bate.
| Jugador            | JJ | VB  | CA | Hits | 1B | 2B | 3B | HR | CE | SO | BR | SLG  | AVG  |
| ------------------ | -- | --- | -- | ---- | -- | -- | -- | -- | -- | -- | -- | ---- | ---- |
| Jhonatan Solano    | 3  | 10  | 1  | 4    | 3  | 1  | 0  | 0  | 1  | 2  | 0  | .500 | .400 |
| Jorge Alfaro       | 3  | 12  | 2  | 3    | 3  | 0  | 0  | 1  | 1  | 3  | 0  | .500 | .250 |
| Adrian Sanchez     | 3  | 12  | 2  | 3    | 1  | 2  | 0  | 0  | 1  | 1  | 0  | .417 | .250 |
| Tito Polo          | 3  | 9   | 1  | 2    | 2  | 0  | 0  | 0  | 0  | 3  | 1  | .222 | .222 |
| Donovan Solano     | 3  | 14  | 0  | 3    | 3  | 0  | 0  | 0  | 2  | 4  | 0  | .214 | .214 |
| Mauricio Ramos     | 3  | 10  | 0  | 2    | 0  | 2  | 0  | 0  | 2  | 3  | 0  | .400 | .200 |
| Reynaldo Rodríguez | 3  | 14  | 1  | 2    | 1  | 0  | 1  | 0  | 0  | 3  | 0  | .286 | .143 |
| Giovanny Urshela   | 3  | 14  | 0  | 2    | 2  | 0  | 0  | 0  | 1  | 3  | 0  | .143 | .143 |
| Jesús Valdez       | 3  | 12  | 1  | 1    | 0  | 1  | 0  | 0  | 0  | 5  | 0  | .167 | .083 |
| Efraín Contreras   | 3  | 1   | 0  | 0    | 0  | 0  | 0  | 0  | 0  | 1  | 0  | .000 | .000 |
| Oscar Mercado      | 2  | 1   | 1  | 0    | 0  | 0  | 0  | 0  | 0  | 0  | 0  | .000 | .000 |
| Total equipo       | 3  | 109 | 9  | 22   | 15 | 6  | 1  | 1  | 8  | 28 | 1  | .312 | .202 |

### Estadísticas de pitcheo en el Clásico
A continuación los jugadores que tuvieron al menos una entrada lanzando.
| Jugador           | V | D | ERA   | G | JI | SV | IP   | Hits | C  | CL | HR | BB | SO |
| ----------------- | - | - | ----- | - | -- | -- | ---- | ---- | -- | -- | -- | -- | -- |
| Dayán Díaz        | 0 | 0 | 0,00  | 2 | 0  | 1  | 2,0  | 2    | 0  | 0  | 0  | 0  | 4  |
| Ernesto Frieri    | 0 | 0 | 0,00  | 1 | 0  | 0  | 2,0  | 2    | 0  | 0  | 0  | 1  | 1  |
| Tayron Guerrero   | 0 | 0 | 0,00  | 1 | 0  | 0  | 1,0  | 1    | 0  | 0  | 0  | 1  | 2  |
| Sugar Ray Marimón | 0 | 0 | 0,00  | 1 | 0  | 0  | 0,1  | 1    | 1  | 0  | 0  | 0  | 0  |
| Greg Nappo        | 0 | 0 | 0,00  | 2 | 0  | 0  | 0,2  | 1    | 0  | 0  | 0  | 0  | 0  |
| Yohan Pino        | 0 | 0 | 0,00  | 1 | 0  | 0  | 3,0  | 1    | 0  | 0  | 0  | 1  | 2  |
| Karl L. Triana    | 0 | 0 | 0,00  | 1 | 0  | 0  | 3,0  | 4    | 0  | 0  | 0  | 1  | 1  |
| José Quintana     | 0 | 0 | 1,59  | 1 | 1  | 0  | 5,2  | 1    | 1  | 1  | 0  | 1  | 4  |
| Julio Teheran     | 1 | 0 | 1,80  | 1 | 1  | 0  | 5,0  | 2    | 1  | 1  | 0  | 1  | 3  |
| Nabil Crismatt    | 0 | 0 | 6,00  | 1 | 1  | 0  | 3,0  | 3    | 3  | 2  | 0  | 1  | 1  |
| Guillermo Moscoso | 0 | 1 | 6,75  | 1 | 0  | 0  | 1,1  | 1    | 1  | 1  | 0  | 2  | 0  |
| William Cuevas    | 0 | 1 | 13,50 | 2 | 0  | 0  | 2,2  | 6    | 7  | 4  | 0  | 2  | 2  |
| Total equipo      | 1 | 2 | -     | 3 | -  | 1  | 27,8 | 25   | 14 | 9  | 0  | 11 | 20 |